# Alexis Paléologue
Alexis Paléologue (mort en 1203) est un noble byzantin, gendre de l'empereur Alexis III Ange et son héritier présomptif de 1199 à sa mort. Tout au long de cette période, il est activement impliqué dans la répression de révoltes contre l'empereur. la lignée impériale des Paléologue est issue de sa fille et l'empereur Michel VIII Paléologue est son petit-fils.

## Biographie
Les origines d'Alexis sont floues. Sa famille est riche et ses membres sont principalement des dignitaires civils et militaires lors de l'ère Comnène. Le père d'Alexis est probablement le sébaste et megas hetaireiarchēs (Grand Hétériarque) Georges Paléologue, le petit-fils d'Alexis Ier Comnène. Par sa grand-mère, Alexis est liée à la famille Comnène,. Vers 1198, Alexis est choisi par l'empereur Alexis III, qui n'a pas de descendant mâle, pour épouser sa fille aînée Irène. Celle-ci est la veuve d'Andronic Kontostéphanos et Alexis est contraint de divorcer de sa première femme (dont le nom est inconnu) pour se marier à Irène. Le mariage a lieu lors du printemps 1199 et est accompagné de somptueuses célébrations. De ce fait, Alexis devient l'héritier du trône impérial et est élevé au rang de despote. Au même moment, Anne, la deuxième fille de l'empereur, qui est aussi veuve, se marie à Théodore Lascaris, le futur fondateur de l'Empire de Nicée,.
Peu après, les deux beaux-fils de l'empereur sont envoyés aux côtés du général Manuel Kamytzès contre le rebelle Ivanko en Thrace. Au cours de cette campagne, lors du siège de Kritzimos, le père d'Alexis est tué. La campagne est un échec après que les Byzantins tombent dans une embuscade et que Kamitzès est fait prisonnier. Ce succès enhardit Ivanko qui réclame le titre impérial. Lors du printemps 1200, Alexis III feint de vouloir entamer des négociations et envoie Alexis Paléologue à la rencontre des rebelles. Il promet alors solennellement aux rebelles la sécurité mais quand Ivanko apparaît dans le camp impérial, il est arrêté et exécuté. En février de la même année, Alexis est appelé pour aider à lutter contre une émeute qui vient d'éclater dans Constantinople contre le détournement de donations charitables par le gardien de prison Jean Lagos. Une importante foule a pris le contrôle des prisons de la capitale pour les ouvrir et passer à tabac les gardes de l'empereur. Alexis Paléologue conduit ses troupes dans la ville et met fin à la révolte en infligeant de lourdes pertes à la population révoltée.
En juillet 1201, Alexis joue un rôle fondamental dans la répression de la tentative de coup d'État de Jean Comnène dit « le Gros ». Après que les rebelles se sont emparés de la majeure partie du Grand Palais, Alexis est envoyé par l'empereur avec des troupes et des navires des Blachernes vers la rive orientale de la cité. Là, les troupes d'Alexis Paléologue opèrent leur jonction avec la garde du Grand Palais et chasse les rebelles du palais et de l'Hippodrome ; ils sont alors faits prisonniers et décapités. En février 1201 ou 1202, Alexis est blessé lorsque la tente impériale s'écroule lors d'un séisme. Toutefois, lors de l'été de la même année, il dirige une campagne qui soumet le rebelle Jean Spyridonakès à l'est de la Macédoine, le forçant à fuir vers la Bulgarie.
Alexis meurt à un âge relativement jeune en 1203, de causes naturelles selon Théodore Skoutariotès. Sa mort intervient avant la déposition et la fuite d'Alexis III lors du siège de Constantinople par la Quatrième croisade,.

## Famille
Du côté de son père George, Alexis a une tante dont l'identité est inconnue, qui se marie à Jean Bryenne et un oncle, le sébaste Constantin. Le nom de sa mère est inconnu et il semble n'avoir eu ni frère ni sœur. De son mariage avec Irène Ange, il a une fille, Théodora, qui se marie au grand domestique Andronic Paléologue, le fils du mégaduc Alexis Paléologue (issu d'une autre branche de la famille Paléologue) et d'Irène Comnène. Théodora et Andronic ont un grand nombre d'enfants, le plus connu d'entre eux étant Michel VIII Paléologue qui devient empereur de Nicée en 1259 et restaure l'Empire byzantin en 1261.